# Феенстра, Роберт Кристофер
Роберт Кристофер Феенстра (англ. Robert Christopher Feenstra; род. 1956, Ванкувер) — американский экономист. Профессор и заведующий кафедрой международной экономики в Калифорнийском университете в Дэвисе, заместитель декана по общественным наукам с 2014 по 2019 год. Директор программы международной торговли и инвестиций в Национальном бюро экономических исследований США (1992—2016). Исследует международную торговлю, занимается проблемами сравнения ВВП стран мира. C 2017 года является членом Эконометрического общества. Он опубликовал более 100 научных статей и 6 книг.

## Награды и отличия
- 2006 — Премия Бернарда Хармса от Кильского института мировой экономики (Кильский университет, Германия)
- 2014 — Мемориальная лекция имени Фрэнка Грэма (Принстонский университет, США)